# Donji Viduševac
Donji Viduševac falu Horvátországban, Sziszek-Monoszló megyében. Közigazgatásilag Glinához tartozik.

## Fekvése
Sziszek városától légvonalban 27, közúton 35 km-re délnyugatra, községközpontjától 4 km-re északra, a Glinát Zágrábbal összekötő 31-es számú főút és a Glina folyó, illetve Gornji Viduševac és Dvorišće között fekszik.

## Története
Donji Viduševac a környék számos településéhez hasonlóan a 17. század vége felé népesült be. 1696-ban a szábor a bánt tette meg a Kulpa és az Una közötti határvédő erők parancsnokává, melyet hosszas huzavona után 1704-ben a bécsi udvar is elfogadott. Ezzel létrejött a Báni végvidék, horvátul Banovina (vagy Banja), mely katonai határőrvidék része lett. A 18. század elején még csak néhány ház volt Viduševacon, a plébániatemplom helyén pedig csak egy fakápolna állt. 1727-ben Gornji Viduševacon felépítették a régi templomot. 1731-ben Branjug zágrábi püspök megalapította a viduševaci plébániát, melyhez akkor Viduševacon kívül Dvorišće, Jame, Trstenica és Hađer is hozzá tartozott. 1745-ben megalakult a Glina központú első báni ezred, melynek fennhatósága alá ez a vidék is tartozott. 1881-ben megszűnt a katonai közigazgatás. A falunak 1900-ban 554 lakosa volt.
1918-ban az új szerb-horvát-szlovén állam, majd később Jugoszlávia része lett. A második világháború idején a Független Horvát Állam része volt. 1991. június 25-én az akkor kikiáltott független Horvátország része lett. A falut már július 16-tól ágyúzták a szerb erők. Miután a glinai horvát rendőrparancsnokságot és város horvát polgári lakosságát támadás érte július 26-án a horvátok megszervezték Donji és Gornji Viduševacba való kimenekítésüket. 1991. szeptember 30-án a  JNA csapatai és szerb felkelők megtámadták a települést. A harcoknak 16 horvát katona és polgári lakos lett az áldozata. Tömegsírjuk és emlékművük a gorni viduševaci temetőben található. Október 1-jén a falut elfoglalták, a horvát lakosságot elűzték. 1995. augusztus 8-án a Vihar hadművelettel foglalta vissza a horvát hadsereg. A településnek 2011-ben 179 lakosa volt, akik mezőgazdasággal, állattartással foglalkoztak.

## Népesség
| Lakosság változása | Lakosság változása | Lakosság változása | Lakosság változása | Lakosság változása | Lakosság változása | Lakosság változása | Lakosság változása | Lakosság változása | Lakosság változása | Lakosság változása | Lakosság változása | Lakosság változása | Lakosság változása | Lakosság változása | Lakosság változása |
| ------------------ | ------------------ | ------------------ | ------------------ | ------------------ | ------------------ | ------------------ | ------------------ | ------------------ | ------------------ | ------------------ | ------------------ | ------------------ | ------------------ | ------------------ | ------------------ |
| 1857               | 1869               | 1880               | 1890               | 1900               | 1910               | 1921               | 1931               | 1948               | 1953               | 1961               | 1971               | 1981               | 1991               | 2001               | 2011               |
| 0                  | 0                  | 0                  | 0                  | 554                | 0                  | 0                  | 0                  | 530                | 422                | 405                | 384                | 336                | 329                | 205                | 179                |

(1857-től 1890-ig, valamint 1910-től 1931-ig lakosságát Viduševac néven Gornji Viduševachoz számították.)

## Nevezetességei
Jézus Legszentebb Szíve tiszteletére szentelt római katolikus kápolnája. 1991 szeptember 30-án a szerbek lerombolták. Mára a helyi hívek teljesen újjáépítették.